# Сражение в заливе Императрицы Августы
Сражение в заливе Императрицы Августы (англ. Battle of Empress Augusta Bay) 1-2 ноября 1943 года, также известное как Сражение в бухте Газелей, Операция Черри Блоссом, а также в японских источниках Морское сражение у берега Бугенвильского залива (ブーゲンビル島沖海戦) — морское сражение у острова Бугенвиль. Морское сражение стало результатом высадки Союзников на Бугенвиль, что стало первыми боевыми действиями в Бугенвильской кампании во Второй мировой войне и также было частью кампании на Соломоновых островах и Новогвинейской кампании. Сражение проходило в рамках стратегии Союзников, известной как Операция Катвил, которая имела целью изоляцию и окружение главной японской базы в Рабауле. Десант на Бугенвиль имел целью создание берегового плацдарма, на котором должны были быть построены несколько аэродромов.
1 ноября 1943 года 3-я дивизия морской пехоты США высадилась у мыса Торокина в заливе Императрицы Августы. На этот залив пал выбор в связи с дальностью истребительной авиации Союзников, а также с тем, что основные силы японской 17-й армии были сосредоточены в других, более стратегически важных пунктах на севере и юге острова. Высадку морской пехоты прикрывало соединение четырёх лёгких крейсеров Монпелье, Кливленд, Колумбия и Денвер и восьми эсминцев Чарльз Озборн, Дайсон, Стэнли, Клэкстон, Спенс, Тэтчер, Конверс и Фут под командованием контр-адмирала Аарона Меррилла.

## Морское сражение
В ответ японцы отправили авиацию из Рабаула и выслали из Рабаула мощную эскадру под командованием Сэнтаро Омори: тяжёлые крейсера Мёко и Хагуро, лёгкие крейсера Агано, Сэндай и эсминцы Сигурэ, Самидарэ, Сирацую, Наганами, Хацукадзэ и Вакацуки.
Американцы эвакуировали большую часть десантных катеров и транспортов и боевые корабли стали ожидать подхода японских кораблей. Они обнаружили японскую эскадру на радаре в 02:30 2 ноября 1943 года и Меррилл отправил свои эсминцы вперёд для торпедной атаки, после чего его крейсера должны были открыть огонь с безопасной дистанции. Эсминцы были обнаружены японцами, которые избежали торпедных попаданий, но противоторпедные манёвры разрушили их строй.
Около 02:50 американские крейсера открыли огонь, сразу выведя из строя легкий крейсер Сэндай. Эсминец Самидарэ выпустил торпедный залп, но при выполнении манёвра столкнулся с Сирацую. Мёко столкнулся с эсминцем Хацукадзэ, отрезав его нос. Японским кораблям не хватало радара, и они испытывали значительные трудности в обнаружении американских крейсеров, но в 03:13 они всё же обнаружили их и открыли огонь.
Меррилл развернулся под покровом дыма и отошёл, а Омори, полагавший что затопил тяжёлый крейсер, решил, что он сделал достаточно и отвернул на восток. Повреждённые Сэндай и Хацукадзэ были обнаружены позднее и потоплены артиллерийским огнём. После возвращения японских кораблей в Рабаул они вошли в состав соединения, где уже было четыре тяжёлых крейсера и эсминцы с Трука, которое было отправлено против десантных сил Союзников, высадившихся на Бугенвиль. Однако 5 ноября два американских авианосца совершили рейд на Рабаул, во время которого четыре крейсера были тяжело повреждены, и соединение было вынуждено вернуться на Трук, и на этом угроза высадке Союзников на Бугенвиле со стороны японского флота была снята.

### Книги
- Brown, David. Warship Losses of World War Two (неопр.). — United States Naval Institute, 1990. — ISBN 1-55750-914-X.
- D'Albas, Andrieu. Death of a Navy: Japanese Naval Action in World War II (англ.). — Devin-Adair Pub, 1965. — ISBN 0-8159-5302-X.
- Dull, Paul S. A Battle History of the Imperial Japanese Navy, 1941-1945 (англ.). — United States Naval Institute, 1978. — ISBN 0-87021-097-1.
- Hall, Cary Hardison. The war cruises of the USS Columbia, 1942 to 1945: Personal recollections, with some augmentations by shipmates (англ.). — War Memories Pub. Co, 1987.
- Hara, Tameichi[англ.]. Japanese Destroyer Captain (неопр.). — New York & Toronto: Ballantine Books[англ.], 1961. — ISBN 0-345-27894-1.
- Kilpatrick, C. W. Naval Night Battles of the Solomons (неопр.). — Exposition Press, 1987. — ISBN 0-682-40333-4.
- Lacroix, Eric; Linton Wells. Japanese Cruisers of the Pacific War (неопр.). — United States Naval Institute, 1997. — ISBN 0-87021-311-3.
- Jones, Ken. Destroyer Squadron 23: Combat Exploits of Arleigh Burke's Gallant Force (англ.). — United States Naval Institute, 1997. — ISBN 1-55750-412-1.
- McGee, William L. Bougainville Campaign // The Solomons Campaigns, 1942-1943: From Guadalcanal to Bougainville--Pacific War Turning Point, Volume 2 (Amphibious Operations in the South Pacific in WWII) (англ.). — BMC Publications, 2002. — ISBN 0-9701678-7-3.
- Morison, Samuel Eliot. Breaking the Bismarcks Barrier, vol. 6 of History of United States Naval Operations in World War II[англ.] (англ.). — Castle Books, 1958. — ISBN 0-7858-1307-1.
- Potter, E. B. Admiral Arleigh Burke (неопр.). — United States Naval Institute, 2005. — ISBN 1-59114-692-5.
- Roscoe, Theodore. United States Destroyer Operations in World War Two (англ.). — United States Naval Institute, 1953. — ISBN 0-87021-726-7.

### Журналы
- Hone, Thomas C. (1981), The Similarity of Past and Present Standoff Threats, Proceedings of the U.S. Naval Institute, no. Vol. 107, No. 9, September 1981, Annapolis, Maryland, pp. 113–116, ISSN 0041-798X {{citation}}: |issue= имеет лишний текст (справка)

### Внешние ссылки
- Parshall, Jon; Bob Hackett, Sander Kingsepp, & Allyn Nevitt.: . Imperial Japanese Navy Page (Combinedfleet.com). Дата обращения: 14 июня 2006. Архивировано 19 февраля 2012 года.
- Description by Vincent O’Hara
- Order of battle
- JO1 Lorraine Ramsdell (US Navy Reserve), «The Battle of Bougainville»
- WW2DB: Solomons Campaign